# زیردریایی یو-۲۰۷
زیردریایی یو-۲۰۷ (به انگلیسی: German submarine U-207) یک زیردریایی بود که طول آن ۶۷٫۱ متر (۲۲۰ فوت ۲ اینچ) بود. این زیردریایی در سال ۱۹۴۱ ساخته شد.